# Bathyraja longicauda
Bathyraja longicauda is een vissensoort uit de familie van de Arhynchobatidae. De wetenschappelijke naam van de soort is voor het eerst geldig gepubliceerd in 1959 door de Buen.